# شهرداری کروستپیلس
شهرداری کروستپیلس (به لاتین: Krustpils Municipality) یک شهرداری در کشور لتونی است. شهرداری کروستپیلس ۶٬۸۲۷ نفر جمعیت دارد.